# كبلر-1647b
كيبلر 1647 بي (بالإنجليزية: Kepler-1647b)‏ الذي يرمز له بالرمز KOI-2939.01، هو كوكب خارج المجموعة الشمسية، في كوكبة الدجاجة (كوكبة).

## الاكتشاف
اكتشف في 13 يونيو 2016، وكانت طريقة الاكتشاف طريقة العبور.